# رنو آرژانتین
رنو آرژانتین (انگلیسی: Renault Argentina) شرکت خودروسازی آرژانتینی است، که در سال ۱۹۷۵ توسط شرکت رنو تأسیس شد.